# Father Stu
Father Stu ist eine im Jahr 2022 erschienene Filmbiografie der US-Amerikanerin Rosalind Ross über den US-amerikanischen Boxer und katholischen Priester Stuart Long (1963–2014).

## Handlung
Stuart Long ist ein Draufgänger und Amateurboxer aus Helena, Montana, mit einem zügellosen Mundwerk und einer gestörten Beziehung zu seiner Mutter und seinem alkoholkranken Vater. Sein Bruder Stephen starb im Alter von sechs Jahren, was den Vater in die Einsamkeit trieb und die Ehe zerriss.
Zuerst als Boxer seinen Lebensunterhalt bestreitend, zieht Stuart nach Los Angeles, um sich dort als Schauspieler durchzusetzen. Er nimmt einen Job in einem Lebensmittelladen an, mit der Begründung, dass jeder Lebensmittel kauft und er so zu Personen in der Unterhaltungsindustrie Kontakte knüpfen könne. Während er im Laden arbeitet, trifft er eine Frau namens Carmen, die zu einer lokalen katholischen Gemeinde gehört, wo sie Kinder betreut, und die er bis dahin verfolgt. Carmen widersetzt sich zunächst seinen Annäherungsversuchen, aber Stu bleibt hartnäckig. Sie macht die Taufe zur Bedingung für ein Treffen. Stu stimmt zu und beginnt einen Glaubenskurs. Dort trifft er die Gemeindemitglieder Ham und Jacob, die augenscheinlich in das Priesterseminar aufgenommen werden wollen. Während er sich mit Ham anfreundet, ist Jacob ihm gegenüber abweisend. Stu wird schließlich getauft. Er und Carmen treffen sich öfter.
Stu zieht in eine Wohnung und versucht seiner Freundin Carmen zuliebe eher halbherzig, seinen Alkoholkonsum in den Griff zu bekommen. Nach einer Nacht in einer Bar, wo ihm ein geheimnisvoller Mann Ratschläge gibt und ihm sagt, er solle nicht nach Hause fahren, ignoriert Stu diesen Rat und verursacht mit Trunkenheit am Steuer einen schweren Unfall. Schwer verletzt hat er Visionen der Gottesmutter, die ihm sagt, dass er nicht umsonst sterben kann, und die ihm das Gefühl gibt, dass er zum ersten Mal nicht kämpfen muss, und ihm Geborgenheit gibt. Nachdem Sanitäter eingetroffen sind, wird Stu ins Krankenhaus gebracht, wo ein Arzt Stus Mutter mitteilt, dass ihr Sohn keine hohen Überlebenschancen hat. Dies widerlegt Stu durch seine Genesung. Infolge des Unfalls stellt Stus Vater den Kontakt wieder her, obwohl ihre Beziehung immer noch sehr angespannt ist. Während er sich zu Hause erholt, bekommt er Besuch von seiner Freundin Carmen, die dort schließlich ihr selbst auferlegtes Gelübte abwirft, vor der Ehe keinen Sex zu haben. Wenig später beichtet Stu dem örtlichen Priester, dass er den Sex mit Carmen, auf den er vorher gewartet hatte, nicht genoss, weil er nur daran denken konnte, Gott damit zu enttäuschen. Stu nimmt eine Berufung zum Priestertum wahr und beginnt, sich in den Mann zu verwandeln, der zu sein die Mutter Jesu ihn gebeten hat. Als er Carmen schließlich in einem Restaurant von seinem Plan erzählt, reagiert diese enttäuscht, weil sie auf einen Heiratsantrag gehofft hatte. Stu bewirbt sich schließlich für ein Priesterseminar und wird zunächst abgelehnt, kann aber den Rektor, Monsignore Kelly, persönlich überzeugen. Zu diesem Zeitpunkt sind auch Ham und Jacob im Seminar. Während die Freundschaft zu Ham dadurch inniger wird, bleibt Jacob distanziert.
Eines Tages stürzt Stu beim Basketballspielen mit anderen Seminaristen und kann nicht alleine aufstehen. Bei ihm wird eine sporadische Einschlusskörperchen-Myositis diagnostiziert, die nicht heilbar ist und Menschen in der Regel nicht so jung trifft wie ihn; die Prognose ist düster. Stu ist wütend auf Gott, versteht jedoch sein Leiden als ein Geschenk Gottes, das ihn dem Leiden Christi näher bringt, und setzt mit großen Schwierigkeiten das Seminar fort. Carmen, die inzwischen mit einem anderen Mann verlobt ist, besucht ihn im Priesterseminar und unterstützt seine Berufung. Nach einiger Zeit verliert er die Kontrolle über seine Hände. Der Rektor teilt Stu mit, dass er nicht geweiht werden kann, da er aus körperlichen Gründen den Anforderungen an einen Priester nicht erfüllen könne. Stu zieht mit seinen Eltern nach Montana zurück, die sich um ihn kümmern, während seine Muskeln weiter abbauen, sein Gewicht zunimmt und er immer mehr zum Pflegefall wird. Gläubige aus Kalifornien ersuchen das Bistum Helena, Stu zur Weihe zuzulassen. Der Bischof stimmt zu und Stu wird in Montana in Anwesenheit von Carmen, Ham und seinen Eltern geweiht. 
Stu beginnt seinen priesterlichen Dienst und baut schnell Beziehungen zu Menschen auf. Später wird er in eine Pflegeeinrichtung eingewiesen, aber die Menschen strömen ihm zu, unter anderem um bei ihm zu beichten. Eines Tages nimmt Stu die Beichte von Jakob ab, der ihm mitteilt, dass er nie Priester werden wollte; er habe es seinem Vater zuliebe getan. Er fühle sich überfordert und ist zugleich auf Stu neidisch. Stu schenkt ihm eine religiöse Medaille mit dem Bildnis des Hl. Josef, die er wiederum nach seinem Unfall von Carmen erhalten hatte.
Der Film endet mit dem Hinweis, dass Father Stu sein priesterliches Amt bis zu seinem Tod im Alter von 50 Jahren ausgeübt hat. Der Abspann zeigt neben Bildern von Stuart Long auch eine Videoaufnahme von ihm, in der er über seine Erkrankung und seinen Glauben spricht. Außerdem ist eine Post-Credit-Szene im Abspann zu sehen.

## Produktion und Veröffentlichung
Der Film wurde erstmals 2016 öffentlich angekündigt, als Wahlberg enthüllte, dass er mit dem Drehbuchautor David O. Russell an einem Biopic über Long arbeitete. Wahlberg hörte zum ersten Mal von Longs Geschichte, als er mit zwei Priestern zum Abendessen ausging. Wahlberg steckte „Millionen und Abermillionen von Dollar“ seines eigenen Geldes in das Projekt, hauptsächlich weil die Dreharbeiten über den Zeitplan hinausgingen und wegen der Rechte an der Musik. Ross schrieb erst das Drehbuch und hatte dann mit dem Film ihr Regiedebüt. Longs Eltern, Bill und Kathleen, begleiteten die Produktion ebenso wie zahlreiche Bischöfe, Priester und weitere Bekannte von Stu.
Gedreht wurde im Mai 2021 in Los Angeles und im September 2021 in und um Helena (Montana) sowie in Anaconda (Montana), Butte (Montana) und Philipsburg (Montana). Wahlberg nahm für die Rolle in sechs Wochen 14 kg zu.
Eine Vorabvorführung des Films erfolgte am Carroll College in Helena, an dem Stuart Long seinen Abschluss machte und wo er später als Studentenseelsorger auf dem Campus diente. Der Film hatte seine Premiere am 5. April 2022 in den Cinemark Theatres in Helena, Montana. Der Kinostart erfolgte im selben Monat.

## Kritik und Bewertung
Mitglieder der Familie Long sagten, die Darstellung von Stus Vater (Bill Long) sei übermäßig dramatisiert worden, da er immer für die Familie gesorgt habe und ein liebevoller Vater sei. Bill Long selbst sagte dazu: „Ich glaube nicht, dass es darauf ankommt, wie ich dargestellt wurde, der Film handelt von Stu; ich ertrage es. Stu möchte, dass die Leute den Film mit der Botschaft verlassen: ‚Habe Vertrauen, halte durch, halte durch.‘“
Für einen Film mit religiösem Bezug enthält der Film viel Vulgärsprache. Produzent und Hauptdarsteller Mark Wahlberg sagte dazu, er sei deswegen zunächst auf Widerstand gestoßen, eine Szene in einer Kirche zu drehen. Wahlberg verteidigte jedoch die Verwendung der Sprache.
Der Film wurde von vielen US-amerikanischen Katholiken gelobt, darunter Bischof George Leo Thomas (der Stu zum Priester weihte) sowie Austin Vetter (Bischof des Bistums Helena) und Bischof Robert Barron.
Während hauptberufliche Filmkritiker dem Film laut Rotten Tomatoes im Durchschnitt (bei 112 Kritiken) lediglich zu 43 % positiv bewerteten, erhielt der Film dagegen von Benutzern (bei über 1000 Stimmen) eine Zustimmungsrate von durchschnittlich 95 %. Die Zuschauerbefragung von CinemaScore ergab im Durchschnitt ebenfalls eine Top-Bewertung.
Richard Roeper schrieb in der Chicago Sun-Times: „Father Stu beschreitet keine neuen Wege als Biopic, aber der Film ist eine solide und würdige Hommage an den echten Father Stu....“. Owen Gleiberman von Variety schrieb: „Father Stu ist nicht Ihre alltägliche religiöse Odyssee aus Hollywood – es ist näher am Tagebuch eines Landpfarrers. Er ist ein überraschend aufrichtiger Film über religiöse Gefühle, aber er ist auch allzu oft dramatisch unterernährt.“